# Rachida Aït Alouha
Rachida Aït Alouha, née le 13 avril 1976, est une femme politique belge, membre du Parti du travail de Belgique (PTB).

## Biographie
Rachida Aït Alouha nait le 13 avril 1976.
Lors des élections régionales de 2024, elle est élue députée au Parlement wallon et au Parlement de la Communauté française de Belgique.